# Stoke City FC
Stoke City Football Club este un club de fotbal din Stoke-on-Trent, Anglia, care evoluează în Championship. Fondat în 1863, clubul a fost creat sub numele Stoke Ramblers FC. Este cel mai vechi club din Premier League, și al doilea club profesionist din lume, după Notts County FC.

## Istorie

### Formarea și primii ani
Stoke City F.C. a fost format în anul 1863, sub numele Stoke Ramblers atunci când elevii de la Charterhouse_School împreună cu ucenicii de la North Staffordshire Railway ce munceau în Stoke-upon-Trent. Primul document, al primului meci disputat de Stoke City F.C. datează din anul 1868, împotriva echipei EW May XV pe terenurile clubului de Cricket Victoria. Henry Almond, fondatorul clubului, a fost de asemenea și căpitanul echipei și marcatorul primului gol al clubului din istorie. În această perioadă ei au jucat la Ground Cricket Victoria, însă în 1875 se mută pe terenurile Sweetings datorită atenției suporterilor, care veneau în număr relativ mare să îi susțină pe cei de la Stoke City F.C..

## Palmares
- UEFA Europa League
  -  Șaisprezecimi (1) : 2012

## Jucători

### Lot actual
Din 28 ianuarie 2018
| Nr. |                   | Poziție | Jucător                                     |
| --- | ----------------- | ------- | ------------------------------------------- |
| 1   | Anglia            | P       | Jack Butland                                |
| 2   | Austria           | F       | Moritz Bauer                                |
| 3   | Țările de Jos     | F       | Erik Pieters                                |
| 4   | Țara Galilor      | M       | Joe Allen                                   |
| 5   | Austria           | F       | Kevin Wimmer                                |
| 6   | Franța            | F       | Kurt Zouma (împrumutat de la Chelsea)       |
| 7   | Republica Irlanda | M       | Stephen Ireland                             |
| 8   | Anglia            | F       | Glen Johnson                                |
| 9   | Anglia            | A       | Saido Berahino                              |
| 10  | Camerun           | A       | Eric Maxim Choupo-Moting                    |
| 11  | Spania            | A       | Jesé (împrumutat de la Paris Saint-Germain) |
| 12  | Anglia            | F       | Josh Tymon                                  |
| 14  | Țările de Jos     | M       | Ibrahim Afellay                             |
| 15  | Țările de Jos     | F       | Bruno Martins Indi                          |

| Nr. |                            | Poziție | Jucător                                       |
| --- | -------------------------- | ------- | --------------------------------------------- |
| 16  | Scoția                     | M       | Charlie Adam                                  |
| 17  | Anglia                     | F       | Ryan Shawcross (căpitan)                      |
| 18  | Senegal                    | A       | Mame Biram Diouf                              |
| 20  | Statele Unite ale Americii | F       | Geoff Cameron                                 |
| 21  | Grecia                     | F       | Kostas Stafylidis (împrumutat de la Augsburg) |
| 22  | Elveția                    | M       | Xherdan Shaqiri                               |
| 24  | Scoția                     | M       | Darren Fletcher (vice-căpitan)                |
| 25  | Anglia                     | A       | Peter Crouch                                  |
| 27  | Senegal                    | M       | Badou Ndiaye                                  |
| 29  | Danemarca                  | P       | Jakob Haugaard                                |
| 32  | Egipt                      | M       | Ramadan Sobhi                                 |
| 33  | Anglia                     | P       | Lee Grant                                     |
| 42  | Anglia                     | F       | Tom Edwards                                   |

### Academia de tineret
| Nr. |        | Poziție | Jucător          |
| --- | ------ | ------- | ---------------- |
| 43  | Anglia | P       | Dave Parton      |
| -   | Anglia | F       | Matthew Cohen    |
| -   | Anglia | F       | Rodney McDonald  |
| -   | Anglia | F       | Zack Foster      |
| -   | Anglia | F       | Alexander Hedley |
| -   | Anglia | F       | Craig Sinclair   |
| -   | Anglia | F       | Laton Wint       |
| -   | Anglia | F       | Nicky Jackson    |
| 44  | Anglia | M       | Ryan Connor      |

| Nr. |        | Poziție | Jucător           |
| --- | ------ | ------- | ----------------- |
| -   | Anglia | M       | Cameron Mitchell  |
| -   | Anglia | M       | Andy Nicholls     |
| -   | Anglia | M       | Danny Stockhall   |
| -   | Anglia | M       | Tom Urwin         |
| -   | Anglia | M       | Jack Harrison     |
| 42  | Anglia | A       | Louis Moult       |
| -   | Anglia | A       | Warwick Alexander |
| -   | Anglia | A       | Adam Vickers      |